# Cerapus cudjoe
Cerapus cudjoe är en kräftdjursart som beskrevs av Lowry och Thomas 1991. Cerapus cudjoe ingår i släktet Cerapus och familjen Ischyroceridae. Inga underarter finns listade i Catalogue of Life.